# Шупоси (Большесундырское сельское поселение)
Шупо́си (чув. Шупуç) — деревня в Моргаушском районе Чувашской Республики. Входит в состав Большесундырского сельского поселения.

## География
Находится в северо-западной части Чувашии, на расстоянии приблизительно 12 км на север-северо-запад по прямой от районного центра села Моргауши.

## История
Известна с 1858 года как околоток деревни Корчакова Вторая (ныне не существует) с 202 жителями. В 1906 году было учтено 66 дворов и 318 жителей, в 1926 — 72 двора и 344 жителя, в 1939 — 316, в 1979 — 480. В 2002 году было 113 дворов, в 2010—109 домохозяйств. В 1929 году был образован колхоз «Коммунар», в 2010 действовали несколько фермерских хозяйств.

## Население
Постоянное население составляло 274 человека (чуваши 97 %) в 2002 году, 265 — в 2010.